# Ponte Champlain
Il ponte Champlain (pont Champlain in francese) è un ponte stradale che collega le città di Brossard e Montréal attraversando il fiume San Lorenzo nella provincia del Québec in Canada. Si tratta di una via di comunicazione di vitale importanza economica permettendo il collegamento tra Montréal, i suoi sobborghi della riva meridionale, la Montérégie e gli Stati Uniti; si calcola infatti che ogni anno vi transitino merci per un valore di oltre 20 miliardi di dollari.
Inaugurato nel 1962, il ponte rende omaggio a Samuel de Champlain, esploratore e navigatore francese, fondatore della città di Québec considerato come il «padre della Nuova Francia».
A partire dal 2015 sono iniziati, a fianco del ponte attuale, i lavori di costruzione di un nuovo ponte, il ponte Samuel-De Champlain. Si prevede che la sua apertura avverrà nel 2019, anno in cui sostituirà il ponte attualmente in uso.